# كريم صعب
كريم صعب (بالإسبانية: Karim Saab)‏ هو لاعب كرة قدم فنزويلي، ولد في 11 يناير 2001 في Caroní Municipality ‏ في فنزويلا.